# Anders Forsberg (fotbollsspelare)
Björn Anders Forsberg, född 31 augusti 1959 i Stockholm, är en svensk före detta fotbollsmålvakt som bl.a. spelade för Stockholmsklubbarna AIK och Hammarby IF. 1982 vad han med i den Hammarbytrupp som förlorade SM-finalen mot IFK Göteborg. På grund av en korsbandsskada missade han i princip hela säsongen 1985.

## Meriter
- SM-final 1982